# Гариг-илгар
Гариг-илгар — вымерший иватьянский язык. До того как гариг-илгар вымер, он был распространён на севере Австралии. Последний носитель гариг-илгара умер в 2003-м году. У гариг-илгара было два диалекта: гариг и илгар. Код этого языка в ISO 639-3 — ilg.

## Фонология
|                     | Периферальные согласные | Периферальные согласные | Ламинальные согласные | Апикальные согласные | Апикальные согласные |
| Губно-губные        | Велярные                | Палатальные             | Альвеолярные          | Ретрофлексные        |                      |
| ------------------- | ----------------------- | ----------------------- | --------------------- | -------------------- | -------------------- |
| Взрывные            | p                       | k                       | c                     | t                    | ʈ                    |
| Носовые             | m                       | ŋ                       | ɲ                     | n                    | ɳ                    |
| Аппроксиманты       | w                       | ɣ                       | j                     |                      | ɻ                    |
| Дрожащие            |                         |                         |                       | r                    |                      |
| Одноударные         |                         |                         |                       |                      | ɽ                    |
| Боковые             |                         |                         | (ʎ)                   | l                    | ɭ                    |
| Боковые одноударные |                         |                         |                       | ɺ                    | ɺ̢                    |